# هوتون (نیویورک)
هوتون (به انگلیسی: Houghton) یک منطقهٔ مسکونی در ایالات متحده آمریکا است که در شهرستان الیگنی، نیویورک واقع شده‌است. هوتون ۶٫۴۵ کیلومتر مربع مساحت و ۱٬۶۹۳ نفر جمعیت دارد و ۳۶۸ متر بالاتر از سطح دریا واقع شده‌است.